# Калмацкое
Калмацкое — деревня в Называевском районе Омской области. В составе Большепесчанского сельского поселения.

## История
Основана в 1896 г. В 1928 г. посёлок Калмыцкий состоял из 76 хозяйств, основное население — русские. В составе Соколовского сельсовета Называевского района Омского округа Сибирского края.

## Население
| 1926 | 2002  | 2010 |
| ---- | ----- | ---- |
| 439  | ↗1159 | ↘98  |